# シミエール
シミエール（Montres CIMIER SA）はスイスの腕時計メーカー及びそのブランドである。
1924年。時計技術師ラパノウズがスイス.バーゼルに創業。
高性能でファッショナブル、スポーティーな腕時計をリーズナブル価格で製造。
ドイツ、ロシアにおいて瞬く間に絶大な人気を博す。
2015年本社をビエンヌに移転、
シミエール.ウォッチ アカデミー。自分自身でオリジナルの腕時計を製作できる学校を併設。

## 歴史
- 1924年 - スイス・バーゼル＝ラント準州に創業者R・ラパヌーズ（ R. Lapanouse ）が設立した。シミエールとはフランス語で「兜の羽根飾り」を意味し、ロゴもそれをモチーフにしている。
- 1960年代 - クラシカルデザイン、高品質、手頃な価格でドイツにて成功を収めた。
- 1985年 - クォーツショックのあおりを受け、活動停止。
- 2004年 - モーリス・ラクロアのディレクターだったマーティン・ボーシュがブランド再構築を行なった。
- 2006年 - モーリス・ラクロアで時計デザイナーをしていたルネ・パウマンが経営に参加。高品質、リーズナブルな価格、クラシカル・デザインをコンセプトとした。
- 2015年-ロナルド・レダーマンをCEOに迎え、本社をスイス。ビエンヌに移転。ウオッチアカデミーを開設